# Tonkawa stammen
Tonkawa stammen er et lille, føderalt anerkendt oprindeligt folkeslag i USA. Stammens reservat, Tonkawa Tribal Reserve, ligger i Kay County, Oklahoma, og det er på lidt over 1.230 acres2. Det var hjemsted for 805 tonkawaer i 2020.:22 
Gennem århundreder holdt stammens mange spredte undergrupper til i Texas. I starten af 1700-tallet lå deres kerneområde i den syd-centrale del af staten. Det strakte sig fra Upper San Antonio River i sydvest og i et bredt bælte over Colorado River, Brazos River og Tritiny River til Naches River i nordøst.:66  Familierne levede i små tipier eller hurtigt byggede gren- eller græs-ly. De opholdt sig sjældent længe på samme sted, altid på en endeløs færd efter bison-hjordene og andet vildt.:140 
På tonkawaernes truede sprog kalder de sig selv tickanwatic: ”De ægte mennesker.”:1  Flere anerkender de tidlige tonkawaer (sammen med lipan apacherne) som skaberne af peyote ritualet, der sidenhen vandt indpas i mange andre stammers religiøse udfoldelser.:3 
En række indfødte nationer væmmedes ved stammen,:220  da tonkawaerne praktiserede rituel kannibalisme.:69  Kiowaerne og comancherne kaldte dem ”menneske-æderne”, og kiowaerne ønskede gerne stammen udryddet.:23  I reglen lagt for had af flere militært stærke og fjendtlige indfødte folk – apacher, comancher, wichitaer, kiowaer og andre – søgte tonkawaerne logisk nok ofte de hvides venskab. I perioder op gennem 1800-tallet spejdede en del krigere for både Texas Rangers og den amerikanske hær, der bl.a. destruerede flere comanche lejre opsporet af tonkawa spejderne.:71 
Vedholdende kampe og en massakre på tonkawaerne udført af oprindelige amerikanere i 1862 samt dødelige epidemier bragte stammen på kanten af udryddelse. I 1884 var 92 tonkawaer i live.:214 
Efter pres fra texanerne fandt myndighederne en midlertidig plads til de uønskede tonkawaer i Oklahoma i 1884, og året efter blev tonkawa reservatet oprettet.:76-77 
Det moderne Tonkawa Tribal Reserve driver bl.a. Tonkawa Indian Casino East og – West samt Native Lights Casino.:18 

## Tonkawa stammen

### Historie

#### Forhistorisk tid til 1700
Arkæologiske fund ved Brazos River nær Hillsboro i form af f.eks. trekantede pilespidser og simpelt lertøj anses for at være levn efter de første tonkawaer. Kyle Site fundpladsen dateres til mellem 1275 og 1560.:65 
1690: Både spaniere og franskmænd kan være stødt på tonkawaerne inden den spanske Alonso de León-ekspedition i Texas med sikkerhed kom frem til en lejr sydlige tonkawaer. På denne tid brugte lejrfolket stadig kun hunde til at transportere deres skindtelte og andre ejendele.:136 
1698: For første gang rykkede en lille gruppe tonkawaer ind i en spansk missions-station etableret i Mexico.:136  At søge tryghed tæt på de hvide – enten spanske missionsstationer eller amerikanske militære forter – skulle kendetegne tonkawaernes overlevelses-strategi i usikre tider gennem de næste to århundreder.:1 

#### År 1700 til 1800
1718: En ervipiame tonkawa høvding besøgte spanierne i San Antonio de Béxar og den nye San Antonio de Valero missionsstation ved San Antonio River.:60  De fleste af hans folk jagtede bisoner ved en flod et andet sted sammen med andre tonkawaer. Siden ville de handle med franske pelsopkøbere. (Modsat spanierne forbød ingen lov franskmændene at sælge ildvåben til indianerne).:7  Høvdingens folk lå i krig med både apacherne og osagerne på denne tid.:61  Når tonkawaerne kom forbi San Antonio bebyggelserne de følgende år, var det mest for enten at tage spaniernes heste eller for at handle med bisonskind.:62 
1727: Nogle tonkawaer boede i San Antonio de Valero. De spejdede med mellemrum for de spanske soldater i det nærtliggende fort mod deres indianske fjender, bl.a. apacherne.:67  I længden var livet på en fast lokalitet dog ikke noget for størsteparten af tonkawaerne. De skyldte deres eksistens og hele måde at leve på en omstrejfende, ulvelignede skaber,:5  og missionsstationerne fik aldrig mange ægte konvertitter.:68 
1739: En koppe-epidemi krævede mange liv blandt neofytterne i San Antonio missionsstationerne.:69 
1745: De følgende år etablerede spanske præster tre missionsstationer ved en mindre biflod til Brazos River, San Gabriel River, hvoraf de to bl.a. var tiltænkt tonkawaerne.:202  Da 60 apacher angreb San Francisco Xavier de Horcasitas i maj 1848, tilføjede tonkawaer dem tab og drev dem væk. Apacherne truede med at hævne sig ved at vende talstærkt tilbage og ødelægge hele missionsstationen.:82 
1750: Fra 1750 og årtiet ud slog tonkawaernes undergrupper sig mere og mere sammen i en decideret stamme.:141  Det skete efter tab af landområder og jagtmarker til bl.a. comancher, osager og apacher.:76 
1758: En usandsynlig alliance af bl.a. tonkawaer, wichitaer, comancher og andre indfødte folk udførte raids mod San Sabá de la Santa Cruz. Denne nye missionsstation ved et tilløb til Upper Colorado River skulle til alliancens fortørnelse tjene de fjendtlige lipan apacher;:203  spanierne ville ikke spilde flere kræfter på at prøve at omvende tonkawaerne.:89  Den 16. marts dræbte alliancen mindst to præster:203  og stak bygningerne i brand. Angrebet blev fulgt af raids mod flere spanske bosættelser de følgende måneder.:91 
1759: Nyspaniens svar på urolighederne kom med Ortiz Parrillas ekspedition ind i området med 300 soldater og 200 allierede apacher. Femoghalvtreds yojuane tonkawaer blev dræbt i hærens angreb på en lejr ved Brazos River den 2. oktober.:92  En del tonkawaer under høvding Neques søgte tilflugt i Cross Timbers mellem Upper Trinity River og Upper Brazos River.:99 
1760: Neques prøvede at forbedre forholdet til Nyspanien, der ignorerede fredsfølerne.:100  En anti-spansk tonkawa fraktion anført af tre høvdinge, bl.a. El Mocho, gjorde de følgende år livet besværligt og farligt for beboerne af San Antonio missionsstationerne. Desuden angreb de lipan apacher langs San Saba River og andre steder.:101 
1769: Frankrig afstod Lousiana til Spanien. Nyspansk territorium strakte sig nu langt øst for Texas, og tonkawaerne mistede deres franske handelsforbindelser.:105  Mens caddoer og wichitaer så sig nødsaget til at indgå aftaler med spanierne for at få adgang til europæiske varer, skaffede den hårde tonkawa fraktion sig våben fra engelske smuglere ved Texas’ kyst.:112  Ved at udføre raids mod spanske nybyggere og missionsstationer skaffede de sig heste og dræbte kvæg (som erstatning for de svindende bison-hjorde).:107 
1773: Tonkawaerne under Neques indgik en formel fredsaftale med spanierne i august.:111 
1779: Neques og mange andre indfødte døde under en koppe-epidemi. Høvding El Mocho, der var en apache taget til fange af tonkawaerne på et tidspunkt, og som havde mistet et øre i kamp, overtog posten som stammens øverste leder.:116  I næsten 20 år havde han bekæmpet spanierne.
1783: El Mocho skabte en militær-alliance mellem flere anti-spanske tonkawaer og mange af sine oprindelige stammefæller, lipan apacherne, ligesom han indledte samtaler med caddoer og karankawaer.:120  Han anførte snart raids mod både spanske bebyggelser og pro-spanske stammer. Spanierne var utrygge ved rygterne om opbygningen af en formidabel indianerhær, og de bad El Mocho kommentere forlydenderne i 1784. For at berolige spanierne indtil hans stor-alliance var en realitet, ankom høvdingen til Presidio La Bahía ved det nedre løb af San Antonio River. Inde i fortet blev han straks myrdet, og den spansk-venlige Yaculchen, søn af afdøde høvding Neques, blev udpeget til ny leder for tonkawaerne.:121 
1785: Som ønsket af spanierne slog Yaculchen og tonkawaerne sig ned ved Navasota River, en biflod til Brazos River, hvor de blev lovet hjælp til at forvandle sig til fredelige agerdyrkere.:122 
1787: Høvding Yaculchen faldt under et krigstogt mod osagerne. Dette tab samt tørke og en trang til at forblive nomader fik tonkawaerne til at opgive deres få marker ved Navasota River året efter og søge tilbage til Cross Timbers.:128 
1790: Tonkawaerne stiftede fra nu af jævnligt bekendskab med andre hvide end spaniere, nemlig amerikanere, under besøg i Edward Murphy og Samuel Davenports handelsfirma i Nacogdoches. De byttede bæverskind og bisonhuder samt stjålne heste til ildvåben, glasperler og whisky.:130 

#### År 1800 til 1850
1807: Tonkawaer ved Colorado River bød amerikaneren Zebulon M. Pikes ekspedition velkommen med tobak og whisky. Deres store hesteflokke imponerede Pike, der skønnede stammen kunne mønstre 600 krigere. En del af disse må have været lipan apacher, som stadig levede i harmoni med tonkawaerne. Endnu en af stammens allierede var en særlig gren af comancherne, penatekaerne. Tonkawaerne bad Pike om faste besøg af amerikanske pelsopkøbere og skjulte ikke deres syn på spanierne, som de følte havde svigtet dem igen og igen. Pike hæftede sig ved tonkawaernes evne til at kommunikere letforståeligt og flydende på tegnsprog.:66 
1812: Flere tonkawaer tilsluttede sig den mexicanske og amerikanske Gutiérrez-Magee invasion i Texas, hvis formål var at vriste området fra Spanien.:133  Høvdingene Cuernitos og El Cojo førte over 200 tonkawaer og 70 lipan apacher i kamp mod spanierne ved San Antonio de Béxar i 1813, hvor de dræbte flere og drev mange kreaturer væk.:133  Andre store slag faldt også heldigt ud for oprørshæren og deres indianske hjælpetropper, der - som stillet dem i udsigt - sikrede sig skalpe, de faldnes våben og mange heste.:135  Lige før oprørs-hærens nederlag ved Medina River i august trak tonkawaerne sig ud af kampen og vendte tilbage til Cross Timbers.:136 
1817: En krigsgruppe tonkawaer prøvede at indtage det spanske fort ved La Bahía. De følgende år udførte de flere raids mod spanierne og hjalp illegale pelsopkøbere og smuglere til at undgå spanske patruljer.:137  Samme år samlede cherokee høvding Taklonteskee en hær af coushattaer, choctawer, penateka comancher samt tonkawaer og tilføjede alles fælles fjende, osagerne, et smerteligt nederlag.:145 
1821: Mexico erklærede sin uafhængighed. Tonkawaerne skelnede ikke mellem spaniere og mexicanere og indgik ingen aftaler med områdets nye magthavere.:139  Derimod plejede de gode forbindelser til de amerikanske nybyggere under Stephen F. Austin, der slog sig ned mellem Brazos – og Colorado River. Høvding Carita blev personlig ven med Austin og drog fordel af det som et handelsmellemled mellem de velforsynede amerikanere og sit eget folk.:139 
1822: Efter opfordring fra Carita hjalp Austins nybyggere tonkawaerne med at udslette en krigsgruppe på 40 waco wichitaer ved Trinity River, der kort tid før angiveligt havde dræbt 30 af stammens kvinder og børn.:140  Indtil Caritas død i 1826:142  forsynede nybygger-kolonien ham og hans folk med krudt og kugler:141  og fik til gengæld hjælp til at spore og forfølge indianske hestetyve. Andre høvdinge overtog Caritas rolle efter hans bortgang.:142 
1832: Høvding Sandía fik kitsai wichitaerne ved Red River med i en alliance. Kitsaierne havde brug for Sandías gaver i form af våben og heste, udsat som de var for raids fra comancher og osager, der også angreb tonkawaerne.:144 
1835: Tonkawaerne tog ikke direkte del i texanernes revolte mod Mexico.:145  De forstod imidlertid betydningen af deres amerikanske venners sejr over mexicanerne. Den garanterede dem fortsat adgang til en overflod af varer samt bedre odds i kampen mod deres fælles fjende, comancherne.:146 
1838: Tonkawaerne begyndte at spejde for Texas’ hær og Texas Rangers mod cherokeer, kickapooer, shawneer og delawerer. Disse oprykkede øst-stammer støttede mexicanernes kamp for at genvinde Texas; men vigtigst drev de jagt i områder krævet af tonkawaerne, og de solgte våben til de fjendtlige wacoer.:156 
1840: Efter texanernes Council House massakre på mindst 35 inviterede comancher i San Antonio:20  indledte penateka høvding Buffalo Hump en række gengældelses-angreb. General Felix Hustons hær på 200 mænd samt tonkawa spejdere under høvding Placido endte hans hævntogt, da de med voldsom effekt angreb hans lejr i august. Op gennem 1840erne var wichitaerne allieret med comancherne og deltog i raids mod nybyggere. Texas kunne eller ville ikke prøve at kontrollere tonkawaerne, der førte krigsgrupper op mod waco - og kitsai washitaer nord for Red River og ergo opererede udenfor Texas’ grænse.:162 
1846: USA annekterede Texas. Ved Council Springs indgik amerikanerne en omfattende fredsaftale med tonkawaerne under Placido, lipan apacherne, penatekaerne, caddoerne samt wichitaerne. Høvding Sandías lejr anerkendte ikke traktaten. Krigerne angreb nybyggere ved Laredo og kom i kamp med såvel amerikanske soldater som comancher de følgende år.:164 
1849: Placido og de 250 tonkawaer under ham bosatte sig tæt ved militærstationen Fort Inge noget vest for San Antonio River blot for at blive generet og truet af nybyggere, der ikke havde samme behov for indianske venner mod indianske fjender som før. Placidos ønske om støtte fra fortet blev afslået.:166 

### År 1850 til 1900
1856: For ikke at støde statens venligsindede stammer fra sig oprettede Texas to reservater ved Upper Brazos River. Tonkawaerne ved Fort Inge ankom sidst på sommeren.:168  De delte reservatet med caddoer, lipan apacher, shawneer og wichitaer. I løbet af de næste år anlagde tonkawaerne flere marker og plantede 800 ferskentræer.:168 
1857: En gruppe tonkawaer spejdede igen for hæren, og næste år meldte Placido og flere tonkawaer sig til John S. Fords Texas Rangers sammen med en række andre reservat-indianere. I maj 1858 angreb og ødelagde de en stor comanche lejr ved Canadian River.:170  Tonkawaerne vandt en ny storsejr i oktober, da de spejdede for hærens 2. kavaleri-regiment under ledelse af major Earl Van Dorn.:172 
1859: Texanerne var de foregående år begyndt at stille krav om en stat fri for indianere. I maj angreb 250 selvtægtsfolk:172  administrations-bygningerne ved Brazos River reservatet. Infanterister fra det nærtliggende Fort Belknap drev dem tilbage. Efter flere episoder med tyveri af indianernes ejendele og husdyr samt angreb på isolerede folk vedtog Texas at flytte Brazos River reservaternes beboere udenfor staten. I december opholdt de sig ved Wichita Agency i Indianer-territoriet nord for Texas, ikke langt fra Fort Cobb, og manglede forsyninger.:173 
1860: Utilfredse tonkawaer havde sneget sig tilbage til Texas og Fort Belknap. De lod sig hverve til Sul Ross’ Texas Rangers og sammen angreb de en comanche lejr ved Pease River i december.:174 
1861: Texas indgik fredsaftaler med de indfødte folk i både Texas og Indianerterritoriet for at frigøre tropper til brug i borgerkrigen.:174  Trods løfterne om fred slog flere krigere, der havde Texas’ behandling af dem frisk i minde, sig sammen med delawarer, kickapooer og shawneer i Kansas og støttede unionen.:175  Tonkawaerne holdt deres stamme-tradition i hævd ved at være solidariske med texanerne.:150 
1862: Efter at de unions-tro indianere og andre krigere havde brændt bygningerne ved Wichita Agency den 23. oktober,:175  opsporede de tonkwaerne på flugt ned mod sikkerheden i Fort Arbuckle. Den næste morgen dræbte de 137 af de 306 folk under høvding Placido, inklusive høvdingen. Til borgerkrigens slutning spejdede flere af de decimerede tonkawaer for Fort Belknaps tropper mod både comancher og kickapooer.:176 
1867: Ved lukningen af Fort Belknap fulgte tonkawaerne med hæren til det nye Fort Griffin omkring 50 kilometer borte. De slog sig ned ved et vandløb lidt fra militærstationen, men inde i Fort Griffin Military Reserve.:Map 3  Høvding Castilla opmuntrede de unge mænd til at spejde for hæren, der bespiste dem,:153  gav dem løn og havde ridedyr og våben klar til dem. Problemer med alkohol-misbrug begyndte at melde sig i reservatet, da kun få hvide respekterede forbudet mod at sælge spiritus til indianere.:186 
1871: Kiowaer anført af Satanta samt comanche krigere havde drevet flere nybyggere i Texas på flugt. Tonkawa spejdernes evner til at opspore og forfølge en særdeles mobil modstander var igen efterspurgt af hæren. Sammen med bl.a. oberst Ranald S. MacKenzie og hans 4. kavaleri-regiment:95  udkæmpede de flere slag med deres indianske arvefjender de næste år.:190 
1878: Oberst Cranston fandt 111 tonkawaer og 20 lipan apacher nær Fort Griffin, mens enkelte tonkawaer havde sluttet sig til forskellige apacher i Mexico. De manglede næsten alt, da forskellige regerings-organer i Washington D.C. var (og havde været det i nogle år) uenige om, hvem der havde ansvaret for den forbigåede stamme.:70  Hæren og lokale farmere:71  gav dem nogle redskaber og plantefrø og opfordrede dem til at dyrke haver.:70 
1881: Fort Griffin blev nedlagt. Tonkawaerne levede stadig i tipier i nærheden. Stammens årspenge på 3.000 dollars rakte knap nok til køb af kød til alle, så sympatiske hvide naboer hjalp dem lidt med klæder, tæpper, kaffe og andre småting.:70 
1882: Høvding Castilla døde af influenza sammen med flere andre. Høvdingen blev begravet nær Brazos River iført en blå sergents jakke og sin fjerprydelse.:75 
1885: Trods protester måtte tonkawaerne forlade Texas,:76  og i juni ankom de atter til det frygtede Indianerterritorium, hvor de var blevet massakreret i 1862.:74  De overtog et mindre landområde forladt af nez percé høvding Joseph og hans tilhængere året før. Iowaerne og sac og fox indianerne i nabo-reservaterne klagede til ingen nytte over de fremmede folk fra Syden, der blev bosat ved siden af dem.:76 
1889: Ti tonkawaer i reservatet døde dette år, mens kun tre blev født. Mange var syge af malaria eller syfilis.:79  Nogle hvide forudså, at tonkawaerne snart ville være et uddødt folk.:155 
1892: Efter dels trusler om inddragelse af deres årspenge ved et ”nej” og dels løfter om hurtige kontanter ved et ”ja” accepterede tonkawaerne en opdeling af deres reservat i individuelle jordlodder.:82 